# Party Shaker
«Party Shaker» — сингл немецкой электро-группы R.I.O. при участии американского певца Nicco. Он был выпущен в Германии для цифрового скачивания 18 мая 2012 года. Песня попала в чарты в Австрии, Франции, Нидерландах и Швейцарии. В треке использован семпл из хита Vengaboys 1999 года «We Like to Party!».

Музыкальный клип, сопровождающий релиз «Party Shaker», был впервые выпущен на YouTube 15 мая 2012 года общей продолжительностью три минуты и тридцать одну секунду. Это самая просматриваемая песня Kontor Records на YouTube, набравшая 247 миллионов просмотров.

## Чарты

### Недельные чарты
| Чарт (2012)                                | Высшая позиция |
| ------------------------------------------ | -------------- |
| Австрия (Ö3 Austria Top 40)                | 10             |
| Бельгия/Фландрия (Ultratip Bubbling Under) | 36             |
| Бельгия/Валлония (Ultratop 50)             | 28             |
| Канада (Billboard Canadian Hot 100)        | 62             |
| Чехия (Rádio — Top 100)                    | 40             |
| Финляндия (Suomen virallinen lista)        | 11             |
| Франция (SNEP)                             | 5              |
| Германия (GfK)                             | 10             |
| Нидерланды (Dutch Top 40)                  | 20             |
| Нидерланды (Single Top 100)                | 29             |
| Норвегия (VG-lista)                        | 8              |
| Польша (Polish Airplay New)                | 2              |
| Польша (Dance Top 50)                      | 42             |
| Швейцария (Schweizer Hitparade)            | 6              |

### Годовые чарты
| Чарт (2012)                       | Позиция |
| --------------------------------- | ------- |
| Австрия (Ö3 Austria Top 40)       | 37      |
| Франция (SNEP)                    | 68      |
| Германия (Official German Charts) | 88      |
| Нидерланды (Dutch Top 40)         | 98      |
| Швейцария (Schweizer Hitparade)   | 36      |

## Сертификация
| Регион | Сертификация | Продажи  |
| --- | ------------ | -------- |
| Германия (BVMI) | Золотой      | 150 000^ |
| Стриминг |              |          |
| Дания (IFPI Danmark) | Золотой      | 900 000  |
| ^ Данные о тиражах приведены только на основе сертификации. · Данные только о прослушиваниях приведены на основе сертификации. |              |          |

## Даты выхода
| Страна   | Дата        | Формат            | Лейбл          |
| -------- | ----------- | ----------------- | -------------- |
| Германия | 18 мая 2012 | Цифровая загрузка | Kontor Records |